# (3028) Zhangguoxi
(3028) Zhangguoxi est un astéroïde de la ceinture principale.

## Description
(3028) Zhangguoxi est un astéroïde de la ceinture principale. Il fut découvert le 9 octobre 1978 à Nanking par l'observatoire de la Montagne Pourpre. Il présente une orbite caractérisée par un demi-grand axe de 3,02 UA, une excentricité de 0,03 et une inclinaison de 9,5° par rapport à l'écliptique.

## Compléments